# Habrochloa bullockii
Habrochloa es un género monotípico de hierbas anuales de la familia de las poáceas con una única especie: Habrochloa bullockii C.E.Hubb. Es originario del este de África.

## Descripción
Posee hojas muy estrechas, delgadas y planas (2- 2,5 cm) sin nervaduras cruzadas, que pueden medir entre 5 a 50 cm de alto. Son plantas bisexuales cuyas inflorescencias están formadas por espiguillas de flores, reunidas en panículas, generalmente hermafroditas. 

## Distribución y hábitat
Su hábitat se encuentra en las zonas tropicales de África oriental, donde suele crecer en laderas, taludes y ribazos. Se distribuye por Malaui, Tanzania, Zambia y Zimbabue. 